# Роб Меєрсон
Роберт Е. «Роб» Мейєрсон — американський аерокосмічний інженер і керівник.
Мейєрсон є співзасновником і генеральним директором Interlune, компанії з природних ресурсів, що спеціалізується на видобутку ресурсів з Місяця. Interlune вийшла з режиму прихованості у березні 2024 року.
Він є колишнім президентом аерокосмічної компанії Blue Origin.